# Centrum Azrieli
Centrum Azrieli (hebr. מגדלי עזריאלי) – centrum biznesowo-handlowe w osiedlu Ha-Kirja we wschodniej części miasta Tel Awiw, w Izraelu. Centrum składa się z trzech drapaczy chmur, które są najlepiej znanymi budynkami w Izraelu.

## Położenie
Centrum Azrieli jest położone w Północnym Centrum Biznesowym Ha-Kirja, które znajduje się pomiędzy autostradą Ajjalon a ulicą Menachema Begina (przedłużenie drogi ekspresowej nr 2). Dodatkowo Centrum Azrieli jest ograniczone od północy ulicą Jehuda & Noach Mozes, a od południa ulicą Giwat HaTahmoshet. Na zachód od centrum znajduje się baza wojskowa Ha-Kirja, a na wschodzie osiedle Nahalat Icchak.

## Historia

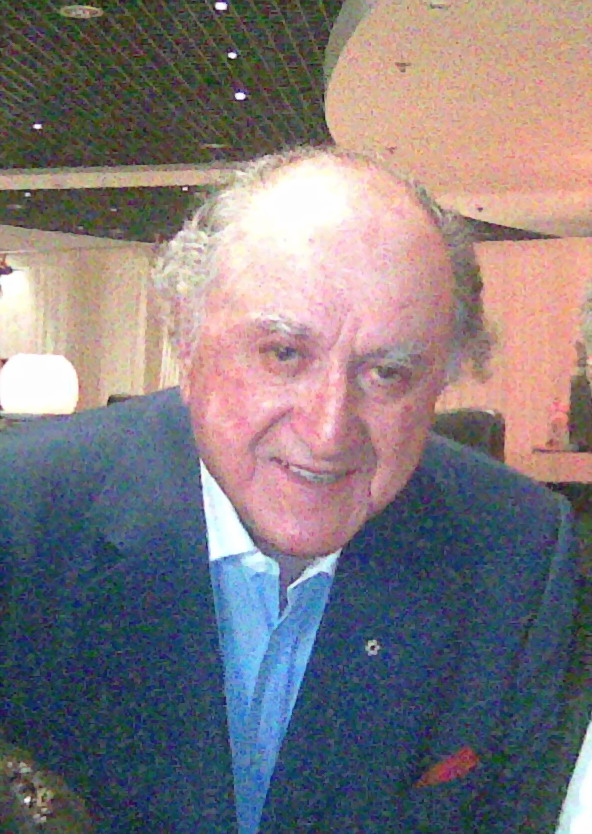
Architekt i deweloper David Joshua Azrieli

Pierwotnie w miejscu tym znajdował się parking śmieciarek miasta Tel Awiw. Gdy na początku lat 80. XX wieku postanowiono zwiększyć atrakcyjność okolic osiedla Ha-Kirja, pojawiła się koncepcja stworzenia dwóch stref biznesowo-handlowych: Południowej Strefy Biznesowej Ha-Kirja i Północnej Strefy Biznesowej Ha-Kirja. Budowę południowej strefy rozpoczęto w 1988.
Podczas projektowania północnej strefy biznesowej założono, że jego centrum będzie stanowić kompleks drapaczy chmur połączonych z sobą i spiętych z węzłem komunikacyjnym drogowo-kolejowym. Kompleks miał się nazywać „Centrum Pokoju”. Konkurs na projekt wygrał architekt Eli Attia. Władze miejskie umożliwiły wykup gruntów po korzystnej cenie i w 1996 rozpoczęto prace budowlane. Był to największy i najdroższy projekt budowlany, jaki kiedykolwiek zrealizowano w Izraelu. Koszt budowy wyniósł 350 milionów dolarów.
W trakcie budowy deweloper David Azrieli postanowił zmienić projekt, decydując się na budowę dużo wyższych wieżowców niż to pierwotnie zakładano. Doszło wówczas do serii sporów prawnych, w których architekt Eli Attia usiłował zablokować całą budowę. Azrieli zmienił wówczas po raz kolejny projekt, którego wykończeniem zajęło się biuro architektów Moore Yasky Sivan – MYS Architects.
Każdy z drapaczy chmur ma inny kształt geometryczny – walec, graniastosłup trójkątny i prostopadłościan. Budowę dwóch pierwszych ukończono w 1999, natomiast trzeci oddano do eksploatacji w 2007 (jego budowa w latach 1998-2006 była wstrzymana). Wieżowcom nadano wspólną nazwę od nazwiska dewelopera, Davida Azrieli.

## Polityka
W Centrum Azrieli mieści się ambasada Tajwanu.

## Architektura
Łączna powierzchnia działki wynosi 34,5 tysiąca m². Początkowy plan architektoniczny przewidywał budowę niższych wieżowców. Obecny kształt jest wynikiem kolejnych zmian projektów. Tutejsze wieżowce są najwyższymi budynkami w mieście:
- Azrieli Center Circular Tower – wybudowany w 1999 biurowiec o podstawie w kształcie koła (wysokość 187 metrów)[2].
- Azrieli Center Triangular Tower – wybudowany w 1999 biurowiec o podstawie w kształcie trójkąta (wysokość 169 metrów)[3].
- Azrieli Center Square Tower – wybudowany w 2007 biurowiec o podstawie w kształcie kwadratu (wysokość 154 metrów)[4].

Budynki posiadają ogromny system oświetlenia, który jest komputerowo sterowany. Wieże są wykorzystywane jako platformy do wyświetlania różnych komunikatów do publicznej wiadomości. Między innymi podczas Święta Niepodległości Izraela wyświetla się olbrzymią flagę Izraela.

## Kultura
W Centrum Azrieli znajduje się osiem sal kinowych, duży klub fitness, kluby nocne oraz audytorium na otwartym powietrzu dla 400 osób.

## Gospodarka
Centrum jest najbardziej ruchliwym centrum handlowym w Izraelu. W 2010 otworzono tutaj pierwszy w kraju sklep sieci H&M. Wewnątrz kompleksu znajduje się około 30 restauracji, barów, kawiarni i stoisk spożywczych. Jest tu także apteka.
Wieżowce Azrieli pełnią także funkcję nowoczesnych biurowców, o łącznej powierzchni biurowej ponad 500 tys. m². Centrum nie odsprzedaje biur, jedynie udostępnia je na zasadzie wynajmu. W podziemiach mieści się parking dla 3,5 tys. samochodów. W czasie realizacji budowy był to największy podziemny parking na Bliskim Wschodzie. Obecnie nadal jest jednym z największych takich obiektów w regionie.
W kompleksie znajduje się czterogwiazdkowy hotel Crowne Plaza City Centre.

## Bezpieczeństwo
Ze względu na stałe wysokie zagrożenie terrorystyczne, Centrum Azrieli jest pilnie strzeżone. Wszystkie wejścia posiadają dwie linie nadzoru osób wchodzących, które w przypadku zamachu terrorystycznego pełnią rolę linii obronnych. Centrum jest najlepiej chronionym centrum handlowym w Izraelu.

## Komunikacja
Centrum Azrieli jest położone pomiędzy autostradą nr 20  (Ayalon Highway) a drogą ekspresową nr 2 . Jest tu także stacja kolejowa Tel Awiw ha-Szalom.

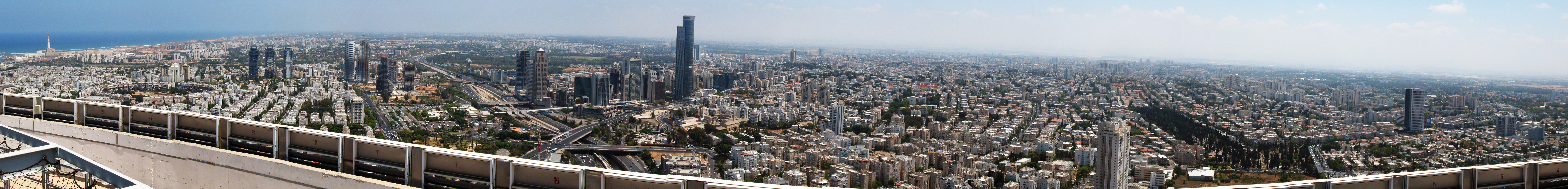
Panorama z Centrum Azrieli na północną część Tel Awiwu, oraz na Ramat Gan i Giwatajim

Panorama z Centrum Azrieli w stronę Morza Śródziemnego